# Pabourovec jestřábníkový
Pabourovec jestřábníkový (Lemonia dumi) je noční motýl z čeledi pabourovcovitých, vyskytující se mimo jiné i na území České republiky. Je to pozdní druh, který létá až na podzim. Kvůli své ekologické zranitelnosti byl zařazen do Červeného seznamu bezobratlých ČR (2017) jakožto ohrožený druh.

## Rozšíření
Druh se vyskytuje především v Evropě, na severu zasahuje do jižní Skandinávie a na východě až k Uralu. Lze se s ním setkat také v Malé Asii. Nevyskytuje se v jižní Itálii, na Pyrenejském poloostrově a na Britských ostrovech.

V České republice se vyskytuje především na jihu Moravy, ojediněle byl zaznamenán v jižních a severních Čechách, v Českém krasu, na Pardubicku a také na severní Moravě.

V krajině se objevuje jen ostrůvkovitě. Na stanovišti vyžaduje vlhké a bohatě zarostlé lesní louky, zachované v původním, nenarušeném stavu, ideálně stráně v blízkosti lesních potoků nebo bažin. Preferuje přitom plochy s jižní orientací.

## Popis

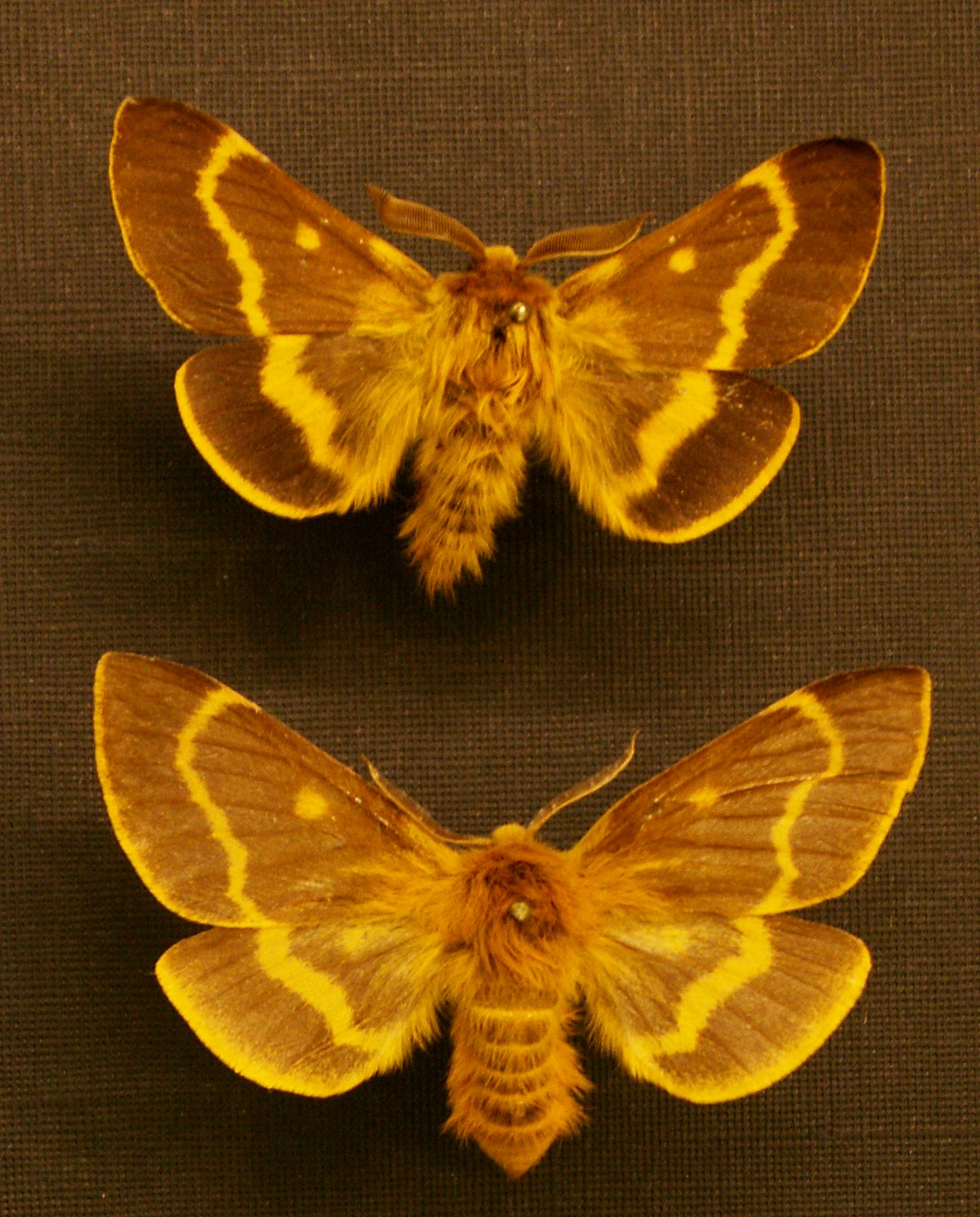
Sbírkové exempláře
(nahoře samec, dole samice)

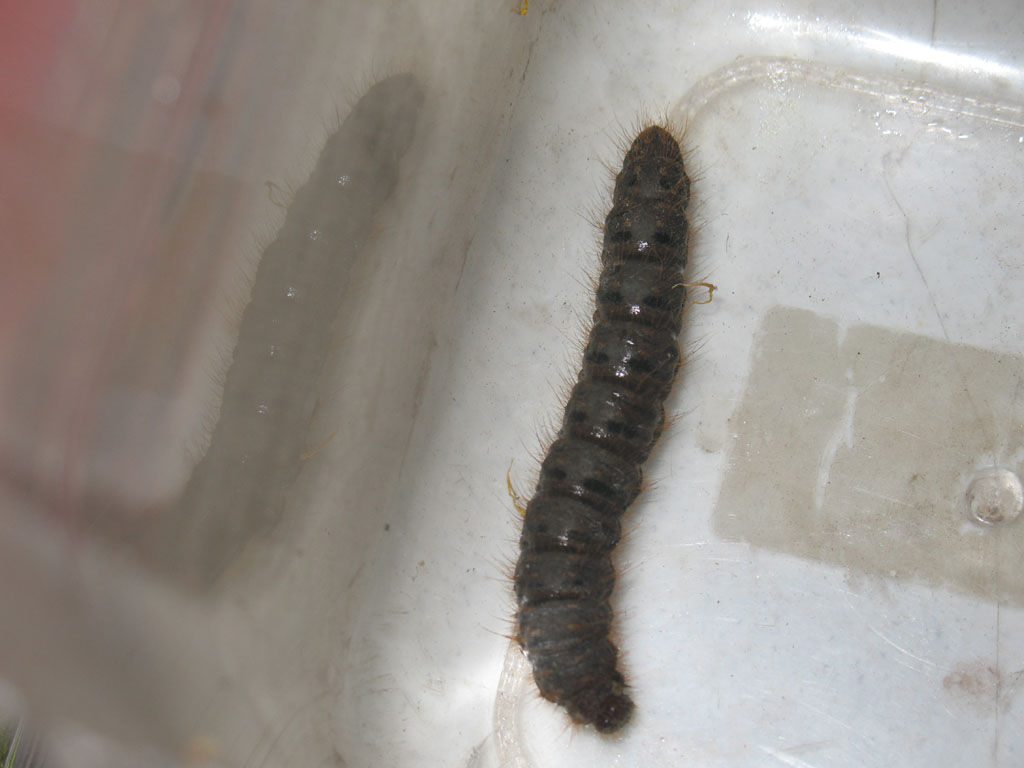
Housenka pabourovce jestřábníkového

Délka předního křídla je 25–30 mm. Oba páry křídel jsou poloprůsvitné, základní barvou je tmavě hnědá. Přes přední i zadní křídla se táhne výrazná žlutá příčka, žluté jsou také třásně při vnějším okraji křídel. Přední křídlo je žluté při kořeni, v přední třetině se navíc nachází žlutá skvrna. Hruď a hlava jsou žlutohnědé s rudým nádechem, zadeček je žlutě a černě kroužkovaný, mohutný (zejména u samiček) a huňatý. Pohlaví motýlů lze rozpoznat také podle tykadel, která jsou u samic krátce, u samců pak dlouze hřebenitá.
Vajíčka jsou efektně zbarvena. Na béžovém podkladu jsou jemně černě tečkovaná, v rovníkové krajině se nachází tmavě hnědá páska a nahoře uprostřed tmavohnědá skvrna. Jsou svrchu zploštělá, přisedlá k podkladu.
Housenky mají černou barvu a jsou pokryté hustým porostem krátkých i dlouhých černých chloupků, mezi kterými jsou krátké chloupky zbarvené rezavě. Hlava je tmavá, černě mramorovaná. Před kuklením dorůstají housenky 6–8 cm.
Kukla je tmavohnědá až černohnědá a má poměrně dlouhý zadeček.

## Bionomie

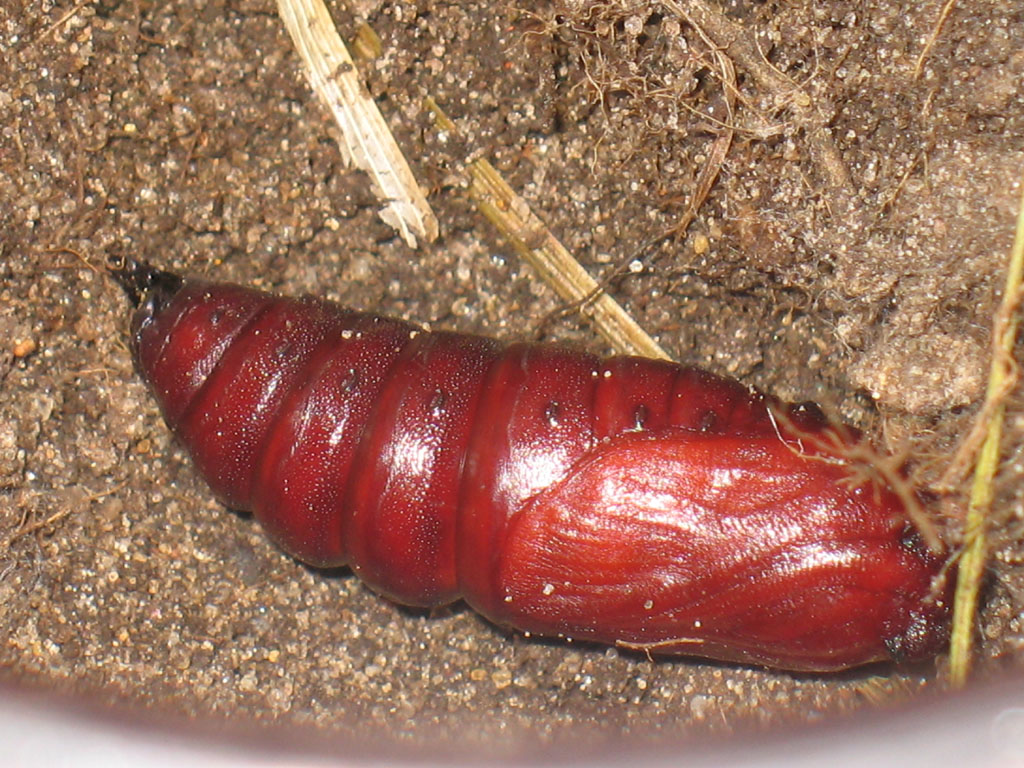
Kukla pabourovce jestřábníkového

Během roku vytváří jen jednu generaci. Dospělci se v přírodě objevují až na podzim, počátkem září, kdy ostatních motýlů už létá jen málo. Podle počasí (pabourovci vyžadují teplé a slunečné podzimní dny s teplotou nad 10 °C) mohou létat až do konce října či začátku listopadu. V ČR vrcholí jejich výskyt obvykle ve druhé dekádě října. Samci létají přes den, jakmile se dostatečně oteplí. Přemisťují se houpavě klikatým, prudkým letem. Samice vyletují později než samci, zpravidla až po páření; létají těžkopádně, neochotně a jen na krátké vzdálenosti. Do vegetace kladou vajíčka ve skupinkách po 5–20 kusech, celkem ale jen 45–60 vajíček, zřídkakdy více. Motýli nemají vyvinuté ústní ústrojí, nepřijímají tedy potravu a po spáření a vykladení hynou (často žijí jen 1–3 dny).
Housenky žijí od května do června na pampeliškách a jestřábnících. Jsou aktivní v noci a požírají listy, ale i květy rostlin. Kuklí se přímo v zemi, aniž by si vytvářely kokon nebo podzemní komůrku.
Přezimujícím stádiem jsou vajíčka, která přečkávají zimu přilepena na uschlé vegetaci. Pro přežití druhu je tedy zásadní zachování této vegetace na lokalitách.